# 金基律
金 基律（キム・ギユル、朝鮮語: 김기율、1922年 - 2012年）は、大韓民国の漫画家。第4代韓国漫画家協会会長を歴任した。

## 経歴
日本統治時代の咸鏡南道北青郡出身。北青公立普通学校卒。大韓青年団で反共を宣伝するチラシや冊子の製作を引き受け、その中で絵を描いた。ソウル新聞で『ドングリ君』を計160回連載（1955年8月17日 - 1956年3月7日）し、1961年に韓国漫画自律会審議部長、1972年に第4代韓国漫画家協会長（1972年1月 - 1973年1月）などを務めた。1978年に韓国日報で『もぐらの塊』を最後にし、漫画業界から引退した。
2012年にソウルにて死去。